# Pissevieille
Pissevieille, est un ruisseau située en France dans le département de la Savoie en région Auvergne-Rhône-Alpes. C'est un affluent de la rive droite du Guiers, situé à la limite des communes de Domessin et du Pont-de-Beauvoisin dans l'Avant-Pays savoyard.

## Géographie
De 1,75 km de longueur, le ruisseau de Pissevielle délimite les communes du Pont-de-Beauvoisin et Domessin.